# Eusebio Vélez

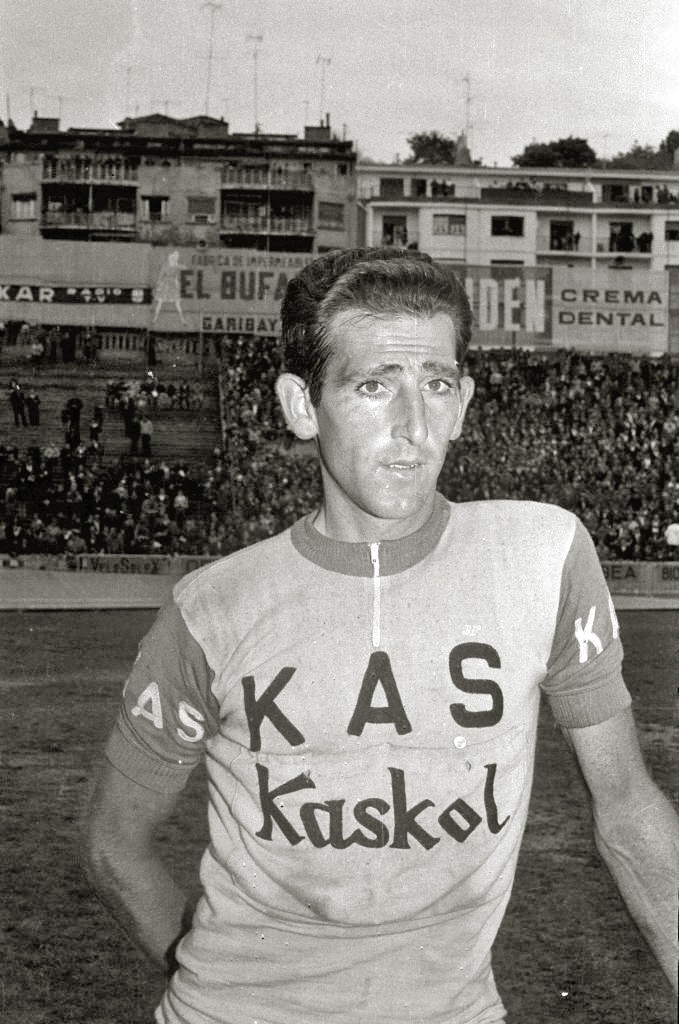
Eusebio Vélez (1963)

Eusebio Vélez de Mendizábal (* 28. März 1935 in Durana, Baskenland; † 16. Juni 2020 in Vitoria-Gasteiz) war ein spanischer Radrennfahrer und nationaler Meister im Radsport.

## Sportliche Laufbahn
Vélez war im Straßenradsport aktiv. 1960 bis 1962 war er Unabhängiger. In dieser Klasse wurde er 1961 Dritter der spanischen Meisterschaft im Straßenrennen. In der Tour de l’Avenir 1961 wurde er 23., 1962 9. des Endklassements.
Von 1963 bis 1969 war er als Berufsfahrer aktiv. Er fuhr für die Radsportteams Kas und Fagor. Vélez gewann das Eintagesrennen Gran Premio Ayuntamiento de Bilbao 1962. In der Klasika Primavera de Amorebieta war er 1963, 1964 und 1968 erfolgreich. Das Etappenrennen Circuito Montañés gewann Vélez 1963 vor Manuel Martín Piñera, 1966 siegte er in der Rundfahrt Grand Prix de la Bicicleta Eibarresa. An Eintagesrennen gewann Vélez weiterhin die Rennen Campeonato Vasco Navarro de Montaña 1965 (heutiger Name Gran Premio Miguel Induráin),  Subida Urkiola 1966 und Amorebieta–Urkiola 1969.
Er konnte mehrfach Erfolge in Etappenrennen erzielen, so 1964 in der Volta a la Comunitat Valenciana und im Euskal Bizikleta 1965. Zweite Plätze erreichte er in den Rennen Klasika Primavera de Amorebieta 1962, im Gran Premio Pascuas und im Rennen Subida a Arrate 1966.
In der Vuelta a España 1966 wurde er beim Sieg von Francisco Gabica Zweiter und 1968 Dritter der Gesamtwertung. Dritter wurde er in der Volta a la Comunitat Valenciana, in der Katalonischen Woche, im Rennen Subida a Arrate, in der Trofeo Masferrer 1964, 1965 im Circuit de Getxo, in der Katalonischen Woche und im Rennen Subida a Arrate 1968.  
Er bestritt alle Grand Tours. Die Tour de France fuhr er viermal, den Giro d’Italia zweimal und die Vuelta a España neunmal.

## Grand-Tour-Platzierungen
| Grand Tour            | 1961 | 1962 | 1963 | 1964 | 1965 | 1966 | 1967 | 1968 | 1969 |
| --------------------- | ---- | ---- | ---- | ---- | ---- | ---- | ---- | ---- | ---- |
| Vuelta a EspañaVuelta | DNF  | 11   | 7    | 4    | DNF  | 2    | 17   | 3    | 10   |
| Giro d’ItaliaGiro     | –    | –    | –    | –    | –    | –    | 10   | 11   | –    |
| Tour de FranceTour    | .    | –    | DNF  | DNF  | DNF  | DNF  | –    | –    | –    |